# エンド・ゲーム: 最期のあり方
『エンド・ゲーム: 最期のあり方』（End Game）は、ロブ・エプスタインとジェフリー・フリードマン監督による2018年のアメリカ合衆国の短編ドキュメンタリー映画である。サンフランシスコの病院の末期の患者とその死生観を変えようとする医師が描かれる。2018年5月4日にNetflixで配信された。
第91回アカデミー賞短編ドキュメンタリー映画賞にノミネートされた。